# HP (série télévisée)
Pour les articles homonymes, voir HP.
HP est une série télévisée française en vingt épisodes d’environ 22 minutes, répartis sur deux saisons, créée par Angela Soupe et Sarah Santamaria-Mertens. Elle est diffusée pour la première fois à partir du 6 décembre 2018 sur la chaîne OCS Max.

## Synopsis
Sheila, jeune interne en psychiatrie, débute son stage dans un hôpital public. Formée à une approche rigoureuse de la médecine, elle se confronte à une réalité de terrain faite de tensions, d’imprévus et d’humanité. Au fil des jours, son regard sur la maladie mentale, sur les patients et sur ses propres limites évolue.

## Fiche technique
- Création : Angela Soupe, Sarah Santamaria-Mertens
- Scénario : Angela Soupe, Sarah Santamaria-Mertens, Camille Rosset
- Réalisation : Angela Soupe, Sarah Santamaria-Mertens
- Musique : Emmanuel d'Orlando
- Société de production : Lincoln TV
- Chaîne de diffusion : OCS Max
- Production : Christine de Bourbon Busset, Marc Missonnier
- Casting : Michaël Laguens
- Photographie : Paul Morin
- Montage : Emmanuèle Labbé
- Décors : Anna Brun
- Son : Charlie Cabocel

## Distribution

### Acteurs récurrents
- Tiphaine Daviot : Sheila
- Raphaël Quenard : Jimmy
- Marie-Sohna Condé : Elizabeth
- Éric Naggar : Professeur VDB
- Holy Fatma : Baya
- Gaëlle Lebert : Melle Clara
- Marc Citti : Olivier Gudz
- Benoît Thiébault : Rémi
- Wim Willaert : Le King
- Mathieu Métral : Aymeric

### Acteurs invités
- Anthony Lemaitre : Fabien Tran (5 épisodes : 1, 2, 5, 7, 8)
- Christian Sinniger : Grand-père Jimmy (4 épisodes : 6, 7, 9, 10)
- Michele Brousse : Grand-mère Jimmy (4 épisodes : 6, 7, 9, 10)
- Louise Massin : Véro (3 épisodes : 3, 4, 5)
- Patrick de Valette : Kevin l'écho (3 épisodes : 1, 2, 5)
- Marie Lelong : Gisou (3 épisodes : 3, 4, 5)
- Louka Meliava : Ulysse (3 épisodes : 4, 8, 10)
- Fantine Gelu : Antigone Lemaïtre (3 épisodes : 2, 3, 4)
- Antoine Oppenheim : Antoine Baum (3 épisodes : 2, 3, 8)
- Maxime Dambrin : Grégory l'homme au chat (2 épisodes : 1, 7)
- Agnès Soral : Valérie (1 épisode : 9)
- Blandine Pelissier : Mère de l'homme au chat (1 épisode : 1)
- Valérie Dashwood : Mère Antigone (1 épisode : 3)
- Pierre Bénézit : Père Antigone (1 épisode : 3)
- Jeremy Lewin : Yvan Bellanger (1 épisode : 7)
- Guillaume Clerice : Directeur (1 épisode : 5)

## Accueil critique
La série a été bien accueillie par la presse pour son ton singulier mêlant légèreté et gravité. Télérama salue « une série confidentielle mais attachante, audacieuse et poétique ». Les Inrockuptibles évoquent une œuvre « drôle et politique » qui interroge le fonctionnement de l’hôpital psychiatrique,.

## Récompenses
- Festival de la fiction TV de La Rochelle 2018 : Prix de la meilleure série format 26 minutes[6].

## Production
Angela Soupe et Sarah Santamaria-Mertens développent HP comme leur projet de fin d’études à la Fémis, où elles font partie de la première promotion « Écriture et création de séries ». Inspirée de témoignages réels, la série est produite par Lincoln TV et diffusée sur OCS à partir de décembre 2018.
Une saison 2 est diffusée trois ans plus tard. Une troisième saison, envisagée pour apporter une note plus lumineuse, est annulée par OCS, qui juge le propos déjà suffisamment développé.